# Богослов (Болгарія)
Богосло́в (болг. Богослов) — село в Кюстендильській області Болгарії. Входить до складу общини Кюстендил.

## Населення
За даними перепису населення 2011 року у селі проживала 371 особа, усі — болгари.
Розподіл населення за віком у 2011 році:
Динаміка населення: